# Poliuretano

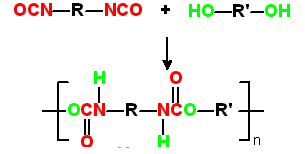
Sintesi di un poliuretano a partire da un di-isocianato e da un diolo.

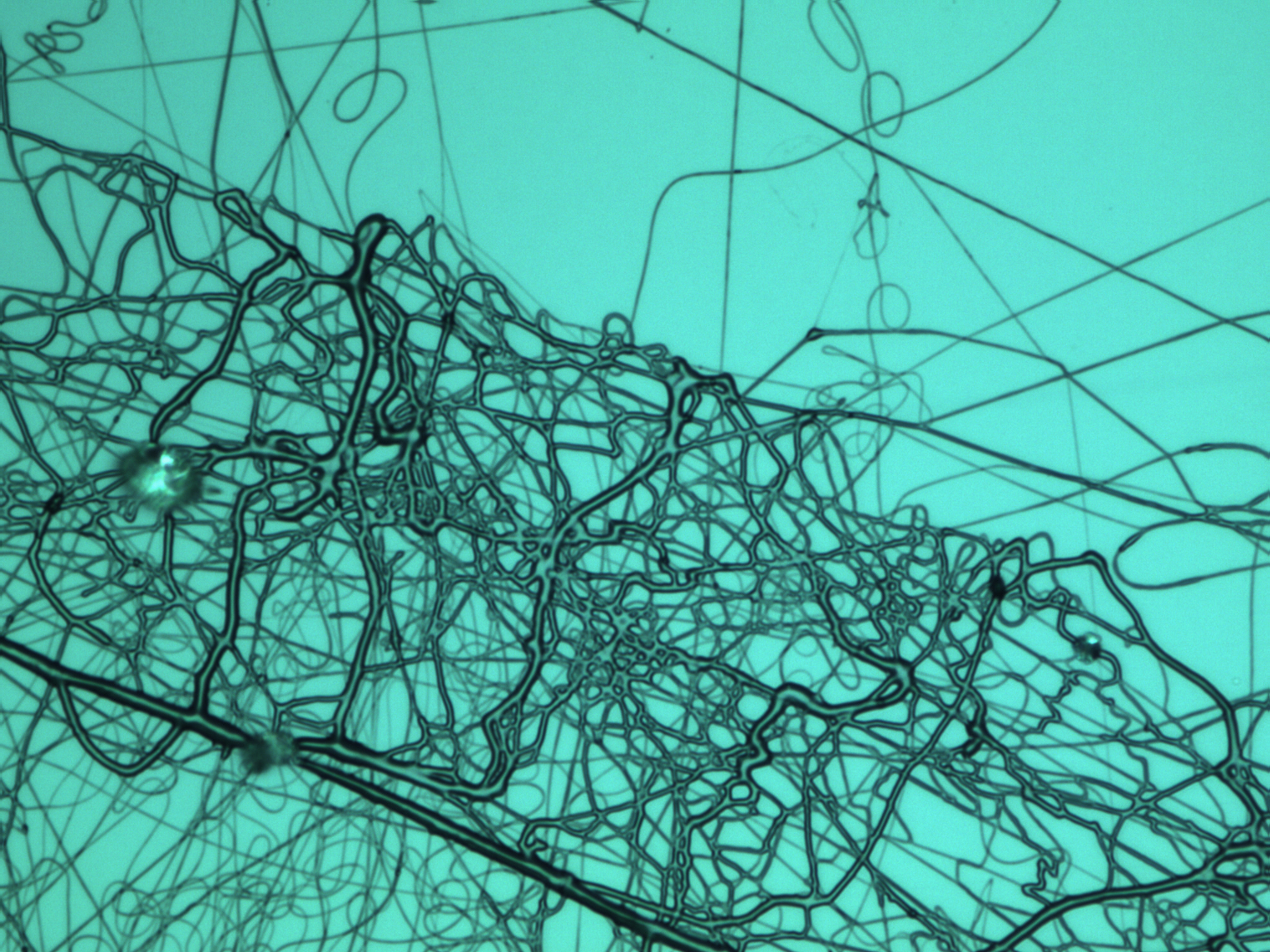
Nanofibre di poliuretano viste al microscopio.

Poliuretano (PU o PUR) indica una vasta famiglia di polimeri in cui la catena polimerica è costituita di legami uretanici, la cui formula chimica è NH-(CO)-O-.
I polimeri uretanici sono largamente impiegati nella produzione di una grande varietà di materiali.

## Storia
La reazione chimica per la sintesi dei poliuretani è stata scoperta in Germania tra la prima e la seconda guerra mondiale. Il primo impulso alla scoperta venne da Wurtz nel 1849. Egli scoprì la formazione di un isocianato alifatico quando faceva reagire un solfato organico con un cianato.
Nel 1937 il professor Otto Bayer sviluppò una nuova tecnica di polimerizzazione facendo reagire gli di-isocianati per ottenere una fibra che potesse competere con le fibre di nylon.
Nel 1938, Heinrich Rinke riuscì a produrre un liquido di poliuretano a bassa viscosità per ottenere delle fibre.
Nel 1942 William Hanford e Donald Holmes della Du Pont de Nemours & Company, brevettarono il primo processo industriale per la produzione di poliuretano.
Tra il 1940 e il 1950 Du Pont ed ICI sviluppano tutta una serie di poliuretani.
Nel 1956 la Du Pont mette in commercio il primo poliuretano.

## Produzione
I poliuretani sono ottenuti per reazione tra un di-isocianato (aromatico o alifatico) e un poliolo (tipicamente un glicole poli-propilenico o un poliestere-diolo), in presenza di catalizzatori per aumentare la velocità della reazione e di altri additivi per conferire determinate caratteristiche al materiale da ottenere; in particolare tensioattivi per abbassare la tensione superficiale e quindi favorire la formazione della schiuma (nel caso di poliuretani espansi), ritardanti di fiamma, per i settori di applicazione ove ciò è richiesto e/o agenti espandenti (nel caso in cui si vogliano produrre delle schiume poliuretaniche).

## Poliuretani espansi flessibili
Sono schiume flessibili utilizzate soprattutto per produrre materassi e imbottiture per l'arredamento e per l'auto.
Si presentano in apposite bombolette spray sotto forma liquida che dopo 2 o 3 ore dall'applicazione assumono forma solida e triplicano il loro volume coprendo eventuali fessure.
Esistono schiume speciali e ignifughe che permettono il fissaggio di tubi del camino e porte antincendio.
Possono essere prodotte con due tecnologie differenti: per colata o per stampaggio. Nella prima i vari componenti della reazione vengono colati, in continuo, su un nastro trasportatore di larghezza di circa due metri, ottenendo un blocco continuo con altezza di circa un metro che, a fine reazione (circa 180 secondi), può essere tagliato in spezzoni di lunghezza voluta. Dopo maturazione da 24 a 48 ore, possono essere tagliati in lastre e fogli dello spessore richiesto, secondo gli ordini di vendita.
Con la tecnologia dello stampaggio: colatura a bassa pressione o iniezione ad alta pressione in uno stampo, è possibile ottenere imbottiture preformate già pronte per l'utilizzo, senza bisogno di taglio o sagomatura. Questo è il caso delle imbottiture dei sedili e schienali destinati principalmente al settore automobilistico e in minor misura per l'arredamento che impiega, principalmente, schiume tagliate dal blocco continuo.
Questo tipo di materiale viene utilizzato anche per produrre la pasta lavamani.

## Poliuretani espansi rigidi

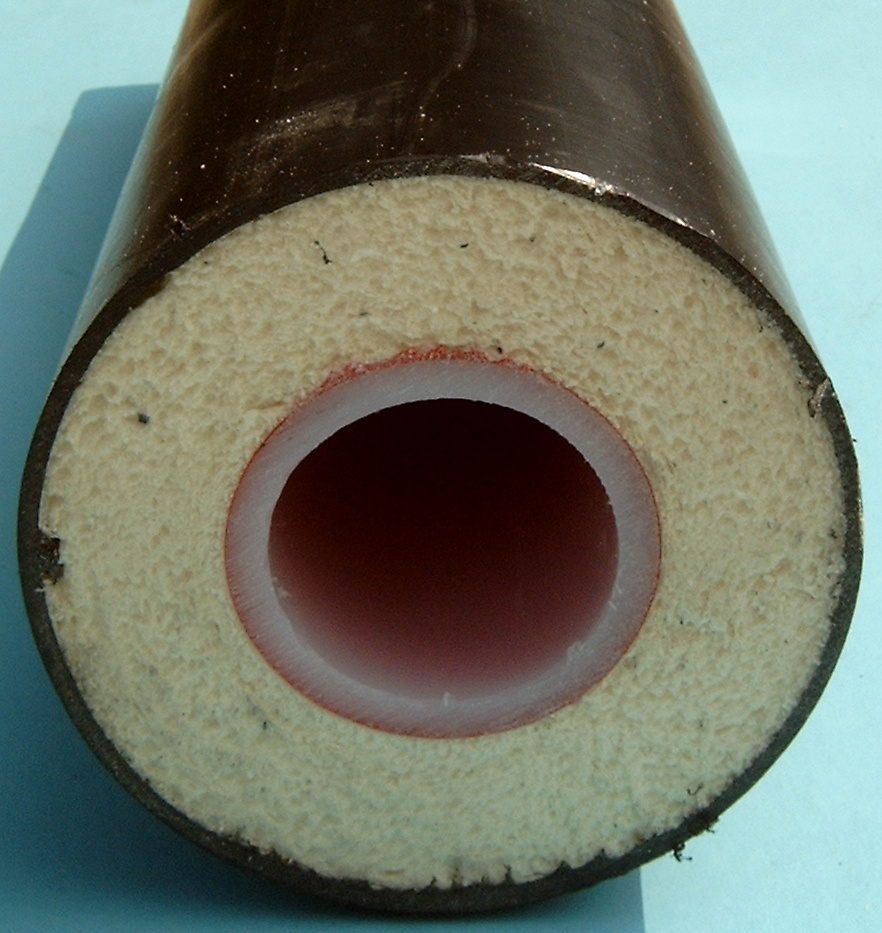
Coibentazione in schiuma poliuretanica rigida tra due tubi in polietilene

Le schiume rigide leggere sono largamente utilizzate per produrre lastre di materiale termoisolante, spesso iniettati direttamente nel corpo di scambiatori di calore, boiler, nelle strutture dei frigoriferi e nel confezionamento di pannelli isolanti per l'edilizia. Schiume poliuretaniche ad alta densità vengono spesso adoperate per produrre parti strutturali di grandi dimensioni.

### Pannelli in poliuretano con rivestimenti flessibili
I pannelli in poliuretano espanso rigido con rivestimenti flessibili vengono prodotti con spessori diversi e con diversi tipi di rivestimento, organici (tra cui carte, cartoni e bitumati) e inorganici (alluminio millesimale, fibre minerali) o multistrati, che vengono adottati in funzione delle particolari esigenze applicative.
Gli impieghi principali dei pannelli in poliuretano con rivestimenti flessibili sono:
- isolamento termico di pareti;
- isolamento termico di pavimenti e coperture;
- realizzazione di condotte per il trasporto dell'aria.

### Pannelli in poliuretano espanso rigido con rivestimenti rigidi
I pannelli in poliuretano espanso rigido con rivestimenti per lo più metallici (detti comunemente "pannelli sandwich") sono alla base dello sviluppo della moderna prefabbricazione leggera. Per la produzione di questi pannelli si utilizzano principalmente impianti in continuo, per pannelli curvi, per elementi con morfologie complesse e per pannelli di alto spessore, si utilizzano più frequentemente impianti in discontinuo.
Gli impieghi principali dei pannelli in poliuretano espanso rigido con rivestimenti rigidi sono:
- pannelli sandwich retti e curvi per copertura;
- pannelli sandwich per pareti;
- prefabbricazione di celle frigorifere;
- porte e portoni coibentati;
- banchi frigo, thermos, ecc.

### Blocchi e lastre in poliuretano
I blocchi in poliuretano espanso rigido possono essere prodotti sia con impianti in continuo che con tecnologie in discontinuo che utilizzano, come stampi, apposite blocchiere. Si ottengono dei parallelepipedi di schiuma poliuretanica che, dopo un'opportuna stagionatura, possono essere tagliati in lastre di vari spessori o lavorati, con appositi impianti a pantografo, dando origine a forme complesse. Questa tecnologia produttiva consente di ottenere anche schiume con densità particolarmente elevate indispensabili per alcune applicazioni industriali.
Gli impieghi principali di blocchi e lastre in poliuretano sono:
- industria del freddo;
- modelleria industriale;
- nautica;
- lastre accoppiate a rivestimenti rigidi;
- isolamenti termo-acustici.

## Poliuretani rigidi compatti
Sono utilizzati per produrre pezzi rigidi dalle diverse consistenze. Il costo della materia prima è tipicamente più alto rispetto ai più comuni materiali termoplastici, ma le attrezzature necessarie allo stampaggio sono più convenienti, soprattutto nel caso di pezzi di grandi dimensioni. Ne consegue che i poliuretani rigidi sono tipicamente utilizzati nei casi di piccole serie di componenti di grandi dimensioni (con peso da 0,5 kg in su).

## Poliuretani elastici compatti

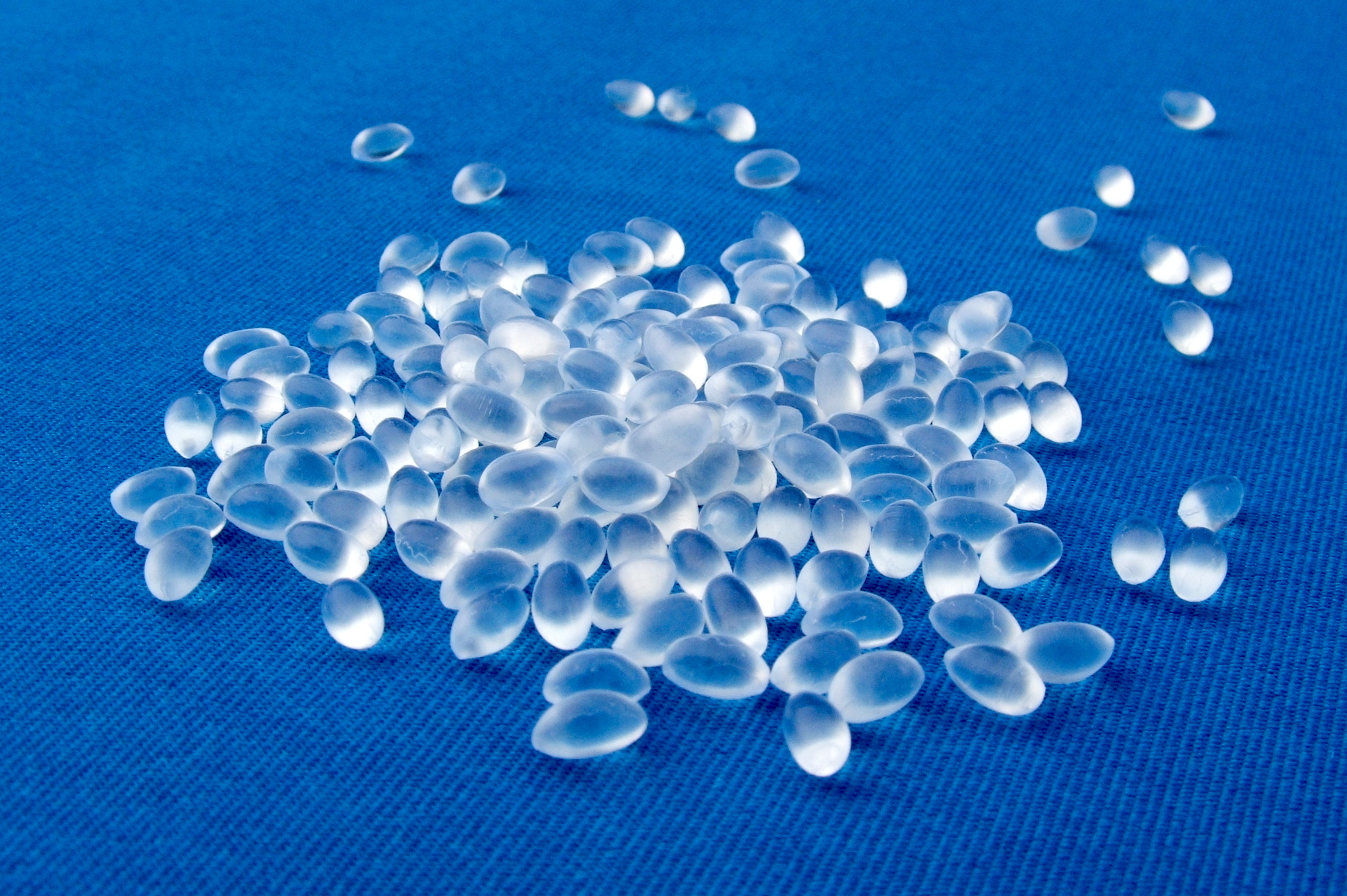
Granuli di poliuretano termoplastico (TPU)

Sono i comuni elastomeri utilizzati per produrre elastici di vario genere, guarnizioni, parti morbide di giocattoli, bumper per smartphone, capi e accessori d'abbigliamento, articoli medicali, lastre per creare imballaggi flessibili di grandi dimensioni, oltre ad essere impiegabile nella stampa 3D per realizzare oggetti flessibili o semi-rigidi.
Inoltre il poliuretano entra come componente nella produzione di alcuni tipi di vernici, nonché di alcuni tipi di adesivi.

## Utilizzi tessili
Il poliuretano è uno dei componenti dell'Alcantara (insieme al poliestere) e della Lorica (insieme al poliammide).

### Etichettatura tessile
- PU - sigla della denominazione della fibra di poliuretano.